# Manon Depuydt
Manon Depuydt, née le 2 avril 1997, est une athlète belge, spécialiste du sprint. Elle est double championne de Belgique du 60 mètres et championne de Belgique du 100 mètres.

## Biographie
En 2017, Manon Depuydt devient championne de Belgique du 60 mètres, titre qu'elle gagne à nouveau en 2018, et 2019.
En 2018, elle est sacrée championne de Belgique du 100 mètres.
Le 20 février 2021, elle remporte la médaille de bronze aux Championnats de Belgique en salle sur 200 m, avec un temps de 23 s 99.